# Karl Garnhaft
Karl Garnhaft (11. listopadu 1836 Neudorf bei Staatz – 15. února 1903 Neudorf bei Staatz) byl rakouský politik německé národnosti, v 2. polovině 19. století poslanec Říšské rady z Dolních Rakous.

## Biografie
Profesí byl statkářem v Neudorfu. Byl též pekařským mistrem. Vystudoval školu v Mikulově. V roce 1859 a 1866 se účastnil polního tažení rakouské armády. Od roku 1873 byl starostou domovského Neudorfu. Zasedal v okresním silničním výboru a od roku 1876 byl i členem okresní školní rady. Byl mu udělen Zlatý záslužný kříž.
Od roku 1884 byl poslancem Dolnorakouského zemského sněmu za kurii venkovských obcí, obvod Mistelbach. Mandát obhájil v roce 1896. Poslancem byl až do roku 1902.
Působil i jako poslanec Říšské rady (celostátního parlamentu Předlitavska), kam usedl ve volbách roku 1885 za kurii venkovských obcí v Dolních Rakousích, obvod Mistelbach, Feldsberg atd. Mandát obhájil ve volbách roku 1891. Ve volebním období 1885–1891 se uvádí jako Karl Garnhaft, statkář a starosta, bytem Neudorf bei Staatz.
Na Říšské radě se po volbách roku 1885 uvádí jako člen poslanecké Lienbacherovy skupiny. Do Říšské rady ho podpořil roku 1884 rolnický spolek Mittelstraße. Na Říšské radě se zpočátku klonil k nacionalistické skupině okolo Georga von Schönerera. V roce 1890 ho list Die Vaterland popsal jako antisemitu. Jiný zdroj z roku 1890 ho uvádí jako poslance klubu Deutschnationale Vereinigung. Členem nacionalistické frakce Deutschnationale Vereinigung byl i po volbách roku 1891. V závěru své politické dráhy se přiklonil ke Křesťansko-sociální straně, v které náležel k národoveckému křídlu.
Zemřel po dlouhé nemoci v únoru 1903.